# Wacko
Wacko é uma corruptela em coloquial norte-americano da palavra inglesa wacky. O significado é de excêntrico, doidivanas. 
Devido à semelhança com Waco, nome de várias cidades rurais americanas, tem um certo gosto interiorano: seja de um citadino chamando um interiorano de "hillbilly maluco", seja de um interiorano chamando um citadino de maluco em gíria interiorana. 
De qualquer modo, wacko tem sempre um tom depreciativo. Por exemplo, Wackos from Waco era o nome usado por parte da população para descrever os seguidores do pregador religioso David Koresh, sitiados pelo FBI em Waco. O cantor Michael Jackson, conhecido como um homem excêntrico, foi apelidado de "Wacko Jacko" pelos tablóides.